# 홍콩 지하철 로템 전동차
홍콩 지하철 로템 전동차(영어: MTR Rotem EMU, 중국어: 港铁市区线韩制列车, K-Train/K-Stock라고도 부름)는 홍콩의 지하철에서 운행하는 통근형 전동차이다. 일본 미쓰비시 중공업과 한국의 현대로템이 합작해 만든 것으로 현재 정관오선(2002~2009년까지는 군통선에서 운행)으로 납품된 것과 2006~2007년 둥충선으로 납품된 것 등 두 가지 차종이 있다. 2003년과 2004년에는 췬완선, 공도선, 정관오선에 운행하였다.
K-Stock 열차는 향후 개통예정에 있는 남북복도를 위해 2012년 12월 14일 MTRC가 발주하고 현대로템에서 제조한 R-stock과 다르다. 이 열차는 37대의 9량 편성으로 2018년부터 현재의 동철선에서 운행한다.

## 정관오선 열차
2002년 4월 말에 104대의 TKE-C651 차량 중 첫 번째 차량이 운행되었다. 원래 이 열차들은 정관오선에서 운행하도록 지정되었지만, 새로운 열차에 비호환 신호 장치(M-stock에서 볼 수 있는 전통적인 자동 제어 시스템이 아닌 주행 모드)가 설치되어 모든 K-stock 열차가 정관오선에서 운행할 수 없었다. 대안으로, 이 모든 시제품들은 군통선에 투입될 수 있도록 주문되었다. 이후 2009년 로하스 파크까지 연장되고 이후 군통선에 새로운 C-stock이 들어서면서 정관오선으로 이전되었다. 구형 M-트레인보다 훨씬 무거워 M-트레인의 D차와 비슷한 객차가 없다.
K-Stock은 미쓰비시/로템이 설계했지만 기술이전 협정을 통해 BEML이 제조한 인도 델리 지하철의 1단계 열차와 유사하다.
| 정관오선 전동차 | 정관오선 전동차 | 정관오선 전동차 | 정관오선 전동차 | 정관오선 전동차 | 정관오선 전동차 | 정관오선 전동차 | 정관오선 전동차 | 정관오선 전동차 |
| 객차 유형       | 운전실          | 견인 전동기     | 팬터그래프      | 자동 연결기     | 전장 (mm)       | 좌석            | 휠체어 공간     | 총용량          |
| --------------- | --------------- | --------------- | --------------- | --------------- | --------------- | --------------- | --------------- | --------------- |
| A차             | ✓               | ✗               | ✗               | ✓               | 23230           | 45              | 1               | 26              |
| B차             | ✗               | ✓               | ✗               | ✗               | 22000           | 45              | 1               | 39              |
| C차             | ✗               | ✓               | ✓               | ✓               | 22000           | 45              | 1               | 39              |

| 서행 (박곡 방면) | 정관오선 편성 (13편성) | (로하스파크)/보람 방면 동행 |
| |                        |                             |
| - A301-C301-B301-B801-C801-B302-C302-A302 - A303-C303-B303-B802-C802-B304-C304-A304 - A305-C305-B305-B803-C803-B306-C306-A306 - A307-C307-B307-B804-C804-B308-C308-A308 - A309-C309-B309-B805-C805-B310-C310-A310 - A311-C311-B311-B806-C806-B312-C312-A312 - A313-C313-B313-B807-C807-B314-C314-A314 - A315-C315-B315-B808-C808-B316-C316-A316 - A317-C317-B317-B809-C809-B318-C318-A318 - A319-C319-B319-B810-C810-B320-C320-A320 - A321-C321-B321-B811-C811-B322-C322-A322 - A323-C323-B323-B812-C812-B324-C324-A324 - A325-C325-B325-B813-C813-B326-C326-A326 |                        |                             |

TKL K Stock 열차의 구성은 (동행) A-C-B-B-C-B-C-A (서행)이다.
최대 열차 속도는 90 km/h (56 mph)이지만, 현재 운행의 최대 속도는 80 km/h (50 mph)이며, 최대 출발 가속도는 1.3 m/s2 (4.27 ft/s2) (4.72 km/(h·s) or 2.93 mph/s)), 최대 운행 감속도은 1.35 m/s2 (4.43 ft/s2) (4.86 km/(h·s) or 3.02 mph/s), 비상 감속도는 비상 감속은 1.4 m/s2 (4.59 ft/s2) (5.04 km/(h·s) or 3.13 mph/s)이다. 이 현대식 열차에는 미쓰비시 전기의 최신 2-Level 3300V-1200A-IGBT(절연 게이트 양극 트랜지스터) VVVF 인버터가 장착되어 있다.

## 둥충선 열차
첫 TKE-C6522-04E 열차는 2006년 6월 12일부터 2007년 2월 26일까지 MTR에서 운행되었다. 원래 MTRC는 북공도선 공사가 시작되었을 때 둥충선을 위한 열차를 새로 구입하기를 원했다. MTR은 디즈니랜드 리조트와 옹핑 360의 개통으로 승객 수요가 증가할 것을 예상하여 둥충선에 4대의 열차를 새로 주문했다. 주문에서 완성까지의 기간은 다른 차량에 비해 짧았다. 허나 4대의 새 열차는 기존 정관오선 K-Stock과 동일하게 제작되어야 했다.
| 둥충선 전동차 | 둥충선 전동차 | 둥충선 전동차 | 둥충선 전동차 | 둥충선 전동차 | 둥충선 전동차 | 둥충선 전동차 | 둥충선 전동차 | 둥충선 전동차 |
| 객차 유형     | 운전실        | 견인 전동기   | 팬터그래프    | 자동 연결기   | 전장 (mm)     | 좌석          | 휠체어 공간   | 총용량        |
| ------------- | ------------- | ------------- | ------------- | ------------- | ------------- | ------------- | ------------- | ------------- |
| V 차          | ✓             | ✗             | ✗             | ✓             | 23778         | 42            | 2             | 8             |
| W / X 차      | ✗             | ✓             | ✗             | ✗             | 22000         | 48            | 0             | 12            |
| Y / Z 차      | ✗             | ✓             | ✓             | ✓             | 22000         | 48            | 0             | 12            |

| 서행 (둥충 방면) | 둥충선 편성 (4편성) | (홍콩 방면) 동행 |
| |                     |                  |
| - V613-Z613-X613-Y713-W713-X813-Z813-V813 - V614-Z614-X614-Y714-W714-X814-Z814-V814 - V615-Z615-X615-Y715-W715-X815-Z815-V815 - V616-Z616-X616-Y716-W716-X816-Z816-V816 나머지 12대의 Adtranz-CAF 열차 선정 |                     |                  |

TCL K-Stock 열차 편성은 (서행) V-Z-X-Y-W-X-Z-V (동행)이다. 열차 최고 속도는 140 km/h (87 mph)이지만, 영업 최고 속도는 135 km/h (84 mph)이고, 최고 가속도는 1 m/s2 (3.3 ft/s2) (3.6 km/(h·s) or 2.2 mph/s), 일반 최고 감속도는 1.35 m/s2 (4.4 ft/s2) (4.86 km/(h·s) or 3.02 mph/s), 비상시 감속도는 1.4 m/s2 (4.6 ft/s2) (5.04 km/(h·s) or 3.13 mph/s)이다. 이 고급열차는 미쓰비시 중공업의 현대식 1급 3300V-1200A-IGBT VVVF 인버터를 장착했다.